# OS X El Capitan
OS X El Capitan ist als Version 10.11 die zwölfte Hauptversion von macOS, dem Desktop-Betriebssystem von Apple. Es ist der Nachfolger von OS X Yosemite und wurde am 30. September 2015 veröffentlicht. Benannt ist es nach dem Monolithen El Capitan im Yosemite-Nationalpark.
Die letzte Aktualisierung ist Version 10.11.6 vom 18. Juli 2016, die letzte Sicherheitsaktualisierung erschien am 9. Juli 2018. Am 20. September 2016 wurde der Nachfolger macOS Sierra, Version 10.12, veröffentlicht.

## Neuerungen (Auswahl)
Bei der Vorstellung im Rahmen der WWDC-Keynote im Moscone Center in San Francisco am 8. Juni 2015 wurden gegenüber der Vorversion Yosemite, Version 10.10, insbesondere Performancesteigerungen und kleinere Änderungen am Design gezeigt. Die Arbeit mit mehreren geöffneten Fenstern, u. a. bei der Benutzung des Programms Mission Control soll vereinfacht werden, Fenster sollen durch Ziehen in eine der Ecken wie unter Windows in bestimmte Positionen auf dem Bildschirm bewegt werden können.
Apples Webbrowser Safari hat ebenfalls wenige neue Funktionen hauptsächlich bei der Bedienoberfläche erhalten. Die Notizen-App enthält wie unter iOS 9 neue Funktionen, wodurch sich unter anderem Bilder, andere Schriftarten, Auswahllisten oder eigene Skizzen anfertigen und einfügen lassen. Zudem können die Notizen ab der Version 10.11.4 mit einem Passwortschutz versehen werden.
Durch den System Integrity Protection (SIP) werden die Verzeichnisse /System, /bin, /sbin und /usr (außer /usr/local) zur Erhöhung der Datensicherheit standardmäßig vor Veränderungen geschützt. Das Feature kann deaktiviert werden. Die mit iOS 8 vorgestellte Grafik-API Metal hält mit El Capitan Einzug auf dem Mac.

## Veröffentlichung
Das Betriebssystem ist am 30. September 2015 erschienen, eine Betaphase für Teilnehmer am Entwicklerprogramm von Apple lief seit dem Tag der Vorstellung, ein öffentliches Beta-Programm wie beim Vorgänger Yosemite startete am 8. Juli 2015.
Der Nachfolger macOS Sierra wurde am 13. Juni 2016 im Rahmen der WWDC 2016 vorgestellt und ebenfalls nach einer öffentlichen Beta-Testphase am 20. September 2016 für Anwender zum Download über die Mac App Store freigegeben.

## Systemanforderungen
Laut Apple läuft El Capitan auf allen Geräten, die schon von den Vorgängerversionen OS X Yosemite (Version 10.10), Mavericks (Version 10.9) und Mountain Lion (Version 10.8) unterstützt wurden:
- iMac (ab der fünften Generation, August 2007)
- MacBook (ab dem 13″-Unibody-Modell, 2008, ab dem 13″-Modell, Anfang 2009)
- MacBook Pro (ab dem 13″-Modell, siebte Generation Juni 2009; ab dem 15″- und 17″-Modell der dritten Generation Juni 2007)
- MacBook Air (ab Ende 2008)
- Mac mini (ab der dritten Generation März 2009)
- Mac Pro (ab Januar 2008)
- Xserve (ab Frühjahr 2009)

## Versionsgeschichte
| OS-X-Version | -Build   | Darwin-Version | Erscheinungsdatum  | Anmerkung |
| ------------ | -------- | -------------- | ------------------ | --- |
| 10.11        | 15A284   | 15.0.0         | 30. September 2015 | Erste veröffentlichte Version |
| 10.11.1      | 15B42    | 15.1.0         | 21. Oktober 2015   | Fehlerbehebungen, Sicherheitsupdates, Kompatibilitätsverbesserungen mit Microsoft Office 2016, über 150 neue Emojis, Safari 9.0.1                                                                               |
| 10.11.2      | 15C50    | 15.2.0         | 8. Dezember 2015   | Fehlerbehebungen, Sicherheitsupdates, Verbesserungen der Zuverlässigkeit von WLAN, Handoff und Airdrop, Safari 9.0.2                                                                                            |
| 10.11.3      | 15D21    | 15.3.0         | 19. Januar 2016    | Fehlerbehebungen, Sicherheitsupdates, Safari 9.0.3 |
| 10.11.4      | 15E65    | 15.4.0         | 21. März 2016      | Fehlerbehebungen, Sicherheitsupdates, Verbesserungen der Notizen-App, Safari 9.1 |
| 10.11.5      | 15F34    | 15.5.0         | 16. Mai 2016       | Fehlerbehebungen, Sicherheitsupdates, Safari 9.1.1 |
| 10.11.6      | 15G31    | 15.6.0         | 18. Juli 2016      | Fehlerbehebungen, Sicherheitsupdates, Safari 9.1.2 |
| 10.11.6      | 15G1004  | 15.6.0         | 1. September 2016  | Sicherheitsupdate 2016-001 El Capitan |
| 10.11.6      | 15G1108  | 15.6.0         | 24. Oktober 2016   | Sicherheitsupdate 2016-002 El Capitan |
| 10.11.6      | 15G1212  | 15.6.0         | 13. Dezember 2016  | Sicherheitsupdate 2016-003 El Capitan |
| 10.11.6      | 15G1217  | 15.6.0         | 17. Januar 2017    | Ergänzendes Update 2016-003 El Capitan, behebt ein Kernel-Problem, durch das es zum kurzzeitigen Einfrieren der Benutzeroberfläche kommen kann. Das Problem existierte erst seit der vorherigen Aktualisierung. |
| 10.11.6      | 15G1421  | 15.6.0         | 27. März 2017      | Sicherheitsupdate 2017-001 El Capitan |
| 10.11.6      | 15G1510  | 15.6.0         | 15. Mai 2017       | Sicherheitsupdate 2017-002 El Capitan |
| 10.11.6      | 15G1611  | 15.6.0         | 19. Juli 2017      | Sicherheitsupdate 2017-003 El Capitan |
| 10.11.6      | 15G17023 | 15.6.0         | 31. Oktober 2017   | Sicherheitsupdate 2017-004 El Capitan |
| 10.11.6      | 15G18013 | 15.6.0         | 6. Dezember 2017   | Sicherheitsupdate 2017-005 El Capitan |
| 10.11.6      | 15G19009 | 15.6.0         | 23. Januar 2018    | Sicherheitsupdate 2018-001 El Capitan |
| 10.11.6      | 15G20015 | 15.6.0         | 29. März 2018      | Sicherheitsupdate 2018-002 El Capitan |
| 10.11.6      | 15G21013 | 15.6.0         | 1. Juni 2018       | Sicherheitsupdate 2018-003 El Capitan |
| 10.11.6      | 15G22010 | 15.6.0         | 9. Juli 2018       | Sicherheitsupdate 2018-004 El Capitan |